# Marco Galli (disc jockey)
Marco Galli (Ancona, 17 agosto 1959) è un disc jockey e conduttore radiofonico italiano.
È una delle colonne portanti di Radio 105 per la quale lavora dal 1987. Attualmente conduce il morning show Tutto esaurito, in onda dal lunedì al sabato dalle 7:00 alle 10:00 su Radio 105.

## Biografia
Ha iniziato la sua carriera in radio a Radio Music 100, quindi a Radio Deejay, per poi approdare a Radio 105 (dov'è tuttora) conducendo in fascia serale (21:00-1:00) il programma 105 Night Express in coppia con Max Venegoni. Dopo quattro stagioni di successi il duo viene spostato alla mattina e nasce il Venegalli Mattin Show programma che però non ottenne i risultati sperati e il duo si scioglie.
Nel 1992 gli viene affidata la fascia pomeridiana che conduce per otto anni pur con tre differenti denominazioni: 105 Generation, 105 Happy Days, 105 Ambaradan (tra i collaboratori: Pizza, Codazzo, Angelo De Robertis).
Nel 1996 si è aggiudicato per tre volte di seguito il Telegatto per il miglior programma radiofonico, Happy Days, in onda su Radio 105. Come da lui promesso in precedenza, nel caso avesse vinto per la terza volta il Telegatto, Galli ha indetto l'Ambarathona, una maratona a piedi da Milano a Piacenza per beneficenza, che ha visto protagonista lo staff del programma e diversi ascoltatori, il tutto in collegamento con la radio.. Nel 2000 Marco Galli viene spostato alla sera (20:00-23:00) dove rimane per poco più di un anno salvo poi essere spostato tra le 13:00 e le 14:00.
Nel maggio 2002 lo staff di Audirone si trasferisce al mattino per sostituire Lo Zoo di 105 con il titolo Audirone a Colazione, dal quale escono tormentoni come "un milioneee!" e "a colazioneee!". Ad ottobre dello stesso anno nasce Tutto esaurito.
Nel maggio del 2009 il varietà Tutto esaurito condotto da Marco Galli, Pizza, Mitch e Squalo, la "soubrette" Betty Bettina, la giornalista Carlotta Quadri e i dj Fabio Liuzzi e Walter Fargetta risulterà la trasmissione più ascoltata nel prime time, record assoluto per una emittente privata. 
Marco Galli, sfegatato tifoso interista, è sposato e ha due figli. Il 29 aprile 2010 è uscito il suo primo libro, "Una voce, tante voci". Ha vinto la cuffia d'oro nel 2012.

## Radio
- 105 Night Express (Radio 105)
- Venegalli Mattin Show (Radio 105)
- 105 Generation (Radio 105)
- 105 Happy Days (Radio 105)
- 105 Ambaradan (Radio 105)
- 105 Audirone a Colazione (Radio 105)
- Tutto esaurito (ottobre 2002 - in corso, Radio 105)

## Televisione
- Essenziale (Teleradiocity/Italia7)[2]